# Proconura africana
Proconura africana är en stekelart som först beskrevs av Schmitz 1946.  Proconura africana ingår i släktet Proconura och familjen bredlårsteklar. Inga underarter finns listade i Catalogue of Life.